# Kani (Gifu)
Kani (可児市 Kani-shi?) es una ciudad ubicada en Gifu, Japón. A 1  de enero de  2019, la ciudad tenía una población estimada de 102,143 y una densidad de población de 1200 personas por km 2, en 42,233 hogares. El área total de la ciudad era 87,57 kilómetros cuadrados (33,8 mi²).

## Demografía
Según los datos del censo japonés, la población de Kani ha aumentado rápidamente en los últimos 40 años. 
| Año del censo | Población |
| ------------- | --------- |
| 1970          | 30,390    |
| 1980          | 57,290    |
| 1990          | 81,968    |
| 2000          | 93,463    |
| 2010          | 97,437    |

## Clima
La ciudad tiene un clima caracterizado por veranos cálidos y húmedos e inviernos suaves (clasificación climática de Köppen Cfa). La temperatura media anual en Kani es 15.0 °C. La precipitación media anual es 1984 mm con septiembre como el mes más lluvioso. Las temperaturas son más altas en promedio en agosto, alrededor de 27,6  ° C, y el más bajo en enero, alrededor de 3.2  ° C.

## Ciudades hermanadas
- Rota, Marianas del Norte, desde 1995
- Redland City, Queensland, Australia, desde noviembre de 2015